# Charlie Daniels (fotbollsspelare)
Charlie John Daniels, född 7 september 1986 i Harlow, är en engelsk fotbollsspelare. 

## Karriär
Daniels debuterade i Premier League för Bournemouth den 8 augusti 2015 i en 1–0-förlust mot Aston Villa.